# Anne Vergne
Anne Josée Nicole Vergne (Versailles, 9 février 1954 - Bagnolet, 15 août 2001) est une journaliste française ayant contribué à l'éphémère revue l'Esprit libre et écrit pour Libération, Hara-Kiri et Le Canard enchaîné. Elle est aussi romancière et connue pour son livre sur la vie dans les asiles psychiatriques : L'apéro des dingos : mémoires d'une jeune fille dérangée.
Basile de Koch écrivait à son sujet dans le magazine Causeur :

« On dormira quand on sera mort, écrivait mon amie Anne Vergne, elle-même morte trop tôt dans un monde trop vieux; une femme comme il y a peu de mecs, sans vouloir être misogyne, et un écrivain comme il n'y a pas d'écrivaines... »

## Sources
- INA, émission Apostrophe, Bernard Pivot du 15 février 1985, Les mauvais sentiments.
- La quinzaine Littéraire, page 30, n°451 à 453.
- Marianne, août 2001, Le dernier sommeil d'Anne Vergne.